# Linia kolejowa nr 409
Linia kolejowa nr 409 – jednotorowa, niezelektryfikowana, pierwszorzędna linia kolejowa znaczenia państwowego łącząca stację Szczecin Gumieńce z granicą państwa (dawne przejście graniczne Gumieńce-Tantow). Stanowi polski odcinek linii Szczecin – Berlin. Jest ona pierwszą linią, która połączyła drogą żelazną Szczecin z resztą kraju oraz jedną z najstarszych linii na obecnych ziemiach polskich – oddano ją do ruchu 15 sierpnia 1843 roku.

## Modernizacja i elektryfikacja
W związku rozpoczętymi 30 listopada 2021 roku na odcinku Angermünde – Passow pracami budowlanymi, po polskiej stronie planowana jest elektryfikacja linii połączona z modernizacją i budową drugiego toru z Gumieniec do granicy państwowej z Niemcami. W ramach prowadzonych prac linia ma zostać zamknięta dla ruchu w 2024 roku i otwarta po skończeniu prac w 2025 roku. Po zakończeniu prac na linii prędkość zostanie zwiększona do 160 km/h dla ruchu pasażerskiego oraz do 120 km/h dla ruchu towarowego.

## Opis linii
- Kategoria linii: pierwszorzędna
- Liczba torów:
  - jednotorowa na całej długości
- Sposób wykorzystania: pasażersko-towarowa
- Elektryfikacja: niezelektryfikowana
- Szerokość toru: normalnotorowa
- Klasa linii: C3

| odcinek linii | odcinek linii | pociągi pasażerskie | szynobusy | pociągi towarowe |
| km pocz.      | km końcowy    | pociągi pasażerskie | szynobusy | pociągi towarowe |
| 0,115         | 10,069        | 120                 | 120       | 70               |